# Santarita Sakkascia
I Santarita Sakkascia sono stati un gruppo di rock demenziale, sorto a Roma all'inizio degli anni novanta e attivo nel decennio.

## Storia del gruppo
Cominciarono ad avere una certa notorietà nella Capitale, grazie soprattutto ad un'intensa attività live; nacquero come fenomeno prettamente underground in quanto non esistevano dei veri e propri CD ma solo cassette duplicate, i cui originali (si tratta del disco che poi sarà conosciuto come album omonimo) erano acquistabili solo presso alcuni negozi di musica indipendente di Roma, ad esempio Disfunzioni musicali, Managua ed Art & music.
Vengono scelti da Serena Dandini per partecipare alla prima puntata del programma Avanzi eseguendo Happy Gays, la vera saga di Fonzie & Co. (Happy Days).
L'uscita del primo 33 giri corrisponde anche con l'entrata nel gruppo di Billy Cobas dietro ai tamburi, in sostituzione di un Campione partito come volontario nella legione straniera. Causa servizio militare all'epoca obbligatorio, Amedeo Minghia lascia momentaneamente la band, sostituito da Mario Pastorius.
Nel 1992 si autoproducono la cassetta Rotta Verso L'Ignoto, completamente registrata "dal vivo in studio" e la cui tiratura è andata esaurita in brevissimo tempo. La tracklist comprende brani divenuti poi classici, come John Zorn alla Fermata del 23, Disco Infermo, Sto Come na' Pigna, Ascelle e Smells Like Santarita.
Nello stesso anno partecipano al Festival di Sanscemo con il brano Perché ci fai, pubblicato dalla Polygram nella compilation del festival.
All'uscita del loro terzo disco, Hard Rock Cafone del 1994 i Santarita raggiungono l'apice della notorietà, il disco viene prodotto anche sul supporto CD in migliaia di copie distribuite in tutta Italia.
I loro pezzi testimoniano una Roma dell'inizio degli anni novanta amara e malinconica, creando atmosfere molto rare per i gruppi di questo genere (Elio e le Storie Tese o Latte & i Suoi Derivati ad esempio si discostavano poco dai testi goliardici) che ricordano un po' gli Skiantos provenienti da un ambiente molto più problematico.
Esempi possono essere Depresso che racconta il disagio giovanile in chiave pessimista, in cui un post-adolescente qualsiasi, senza pretese di carriera, si trova disarmato di fronte alla vita ("perché la donna m'ha lasciato, perché so' stato licenzato, perché sto in bianco rovinato, perché la Roma ha scajato, perché giulio se n'e' annato [...]
perché er muro m'è crollato, ma a me che cazzo m'ha cambiato...").
Un altro esempio può essere La Colombo non perdona, storia di un ventenne che muore per un incidente stradale su via Cristoforo Colombo, insomma la vita di tutti i giorni di Roma prima di Internet e subito dopo Amore tossico e L'imperatore di Roma.
Ovviamente diventano famosi principalmente per i loro pezzi in chiave umoristica-satirica, senza tralasciare comunque temi problematici e scottanti, infischiandosene del politicamente corretto come la droga (Sto come 'na pigna e Club-med San Patrignano) e spesso ricchi di denuncia sociale (Sti cazzi, Affanculo tutti) anche se a volte smaccatamente qualunquista (Non sono religioso, nemmeno ecologista, l'unica mia fede è quella romanista da Affanculo Tutti), oppure semplicemente demenziali come John Zorn alla fermata del 23, in cui si sente un passante interpellare insistentemente il sassofonista statunitense inspiegabilmente fermo alla fermata del 23 in attesa di recarsi al campidoglio o (Zia) Sirvana, cover di Smells Like Teen Spirit dei Nirvana in cui i testi sono sostituiti da bestemmie di ogni genere, aspetto che può sembrare grottesco ma che rispecchia in pieno l'antica tradizione antipapalina romana, brano che diventò un tormentone e che chiudeva tutti i loro concerti, molto amata dai fan.
Tutte le volte che i Santarita andarono a suonare al Concerto del Primo Maggio a Piazza S. Giovanni dovettero firmare un foglio nel quale assicuravano di non suonare quel pezzo, visto che l'amministrazione RAI aveva già avuto problemi di exploit televisivi poco graditi nel 1991, quando Elio e le Storie Tese musicarono un'interminabile denuncia di tutta una serie di scheletri nell'armadio della classe dirigente di quel momento in diretta televisiva alle 17.
Non si sono mai sciolti ufficialmente, inoltre verso la fine degli anni novanta girava per Roma la leggenda metropolitana che in caso si fosse verificata l'eventualità in cui la Roma avesse vinto il campionato di Serie A i Santarita Sakkascia si sarebbero riformati definitivamente, la cosa era stata dichiarata anche dai vari membri della band interpellati da riviste musicali e non, questo perché Roma in quel periodo godeva di una scena di autoproduzione di fanzine e fumetti indipendenti veramente prolifica quindi il "contatto" con la scena musicale underground era molto diretto e gli stessi Santarita erano titolari di una rubrica sulla rivista indipendente "Cazzivari" in cui pubblicavano fotografie di politici o personaggi della tv e gli applicavano sopra dei palloncini in cui facevano loro riportare gli eventi più disparati in una maniera molto simile a quella con cui facevano le copertine delle loro cassette autoprodotte. Esempio: Andreotti dice a De Michelis: ma questo è un capello biondo, ieri sera hai pappato! De Michelis risponde: - eh sì, è di Moana Pozzi. Andreotti pensa: - si, ti pare a te che non ho capito che è de Spadolini.
La vittoria dello scudetto da parte della Roma, si è poi effettivamente verificata nella stagione 2000-01 ma il gruppo non è mai tornato a suonare insieme.

## Formazione

### Formazione iniziale
La Formazione iniziale era composta da:
- Anzianotti - voce
- Amedeo Minghia - basso
- Frank Zappulla - chitarra
- Terence Trent'anni - voce
- Giulio Capione - batteria

### Altri componenti
- Billy Cobas - batteria
- Warren Cuccureddu - chitarra
- Mario Pastorius - basso
- Jack De Jinocchio - batteria
- Nando Gazometro

## Discografia

### Album
- 1990 - Il Meglio dei Santarita Sakkascia (primo demotape)

Sono depresso - Mario Merola's ultimate tragic song - Affanculo tutti - Sandocan - Spectremen - Happy gays - Cacacazzi
- 1991 - Santarita Sakkascia (LP)

Sandocan - La colombo non perdona - Sono depresso - Mecap - Guardando al futuro con ottimismo - Subcultura - Ieri - Cacacazzi - Ciclomotore 10 hp - Happy gays - Tribute to Mario Merola - Cemento e Rena
- 1992 - Rotta Verso L'Ignoto (cassetta)

Intro:cara oche - Disco infermo - Subcultura house - 500 fiat - Specktremen - Linea a De Laurentis - Ascelle - (Zia) Sirvana - John Zorn alla fermata del 23 - Sto come 'na pigna - Ciao mamma - Spaectremaen - Finale: ti amo
- 1994 - Hard Rock Cafone (CD)

All'interno - Citofono - Piselloni Punk - Manco si schiatti - John Zorn alla fermata del 23 - Nostalgia di Khomeini - Sticazzi - Mecap - Alza la chitarra di Omar - Pistola - Cicliomotore 10 hp - Senzatitolo - Ciao mamma - Sto come 'na pigna - Disco infermo - Affanculo tutti - Citofono (Reprise) - Vorticioni
- 1995 (postumo) - Aloha from Ass (CD)

Pescare - Bambimo down - Largo all'alleanza - Serpentone - Felpa song - Coccimiglia e Antociani - Sassuolo girl - Superstupido - Trouble everyday
- 1996 - Arriveduar (cassetta)

Romanisti deppiù - ciao, nun te scurda - Club mad San Patrignano - Sei una Spia - Birra Moretti 1996 - cinodromo - The last of the bauscia - La colombo (trippa-hop remix) - Affanculo tutti (please) - Brandol Mosca - Baywatch surf - Hai mangiato il pollo - Derrick - Arriveduar (antologia 90-95)

### Compilation
- 1992 - Festival di Sanscemo 1992 (Polygram, 512 396-2), con Perché ci fai
- 1993 - Sotterranei Italiani 2 (RTI Music, S I 4306 - 2), con Serpentone

## Altre attività dei componenti
Il bassista Amedeo Minghia è in realtà Emanuele Gabellini, divenuto in seguito artista di fama internazionale, le cui opere sono esposte anche alla Galleria Saatchi di Londra.
Il chitarrista Frank Zappulla (Emiliano Gabellini) oltre ad aver intrapreso una brillante carriera da video maker e al contempo chitarrista della storica doom stoner band romana Skywise.
Il batterista Jack De Jinocchio (Luca Fraternali) è entrato a far parte della band romana dub/rock Didimoclasta fino al loro scioglimento nel 2009 al momento si occupa di composizione di musica elettronica producendo diversi brani per cortometraggi e presentazioni oltre che suonare come batterista in un progetto black/r'n'b.